# 鄭芬芬
鄭芬芬（1970年1月11日—）， 台灣編劇和導演，國立政治大學廣播電視學系畢業。廣告界出身，創作劇本以帶有散文式的抒情風格著稱。她擅長將生活中的點滴情感以異想式的「繪本風」呈現，揣摩現代社會中的人際疏離與人情溫暖。

## 經歷
- 廣告製作公司製片與創意企劃
- 廣告導演
- 電視戲劇編劇和導演
- 外商廣告公司創意總監
- 電影導演

## 戲劇作品
| 年份   | 名稱                                              | 附註 |
| 2003年 | 《我把阿公搞丟了》（I Lost My Grandpa）電視單元劇 | |
| 2004年 | 《手機有鬼》（Shadow Caller）電視單元劇           | 獲「電視金鐘獎」戲劇類編劇獎 入圍「電視金鐘獎」戲劇類男主角獎 |
| 2006年 | 《拍賣世界的角落》（Sell My Life）電視單元劇      | 入圍「電視金鐘獎」迷你劇集最佳男主角獎 |
| 2007年 | 《沉睡的青春》（Keeping Watch）電影               | 入選韓國富川奇幻影展 獲邀參加香港亞洲電影節 瑞典斯德哥爾摩影展 入圍新加坡亞洲新人影展最佳劇本、攝影、女主角 獲新加坡亞洲新人影展最佳劇本 2008年法國杜維爾亞洲影展競賽片 入選中國金雞百花電影節台灣新人導演獎                                                                                        |
| 2008年 | 《長假》（Long Vacation）電視電影                 | 入圍「電視金鐘獎」最佳迷你劇集、最佳導演、最佳編劇、最佳女主角、最佳剪輯 獲「電視金鐘獎」最佳迷你劇集 入圍新加坡亞洲電視節最佳女主角 |
|        | 《幸福的鑰匙》（The Key of Happiness）電視單元劇  | |
|        | 《查無此人》（Finding Her）電視電影               | 2009年度優良電影劇本佳作 入圍2009年台北電影獎劇情長片競賽單元 |
|        | 《晨之美》（Share the Morning）短片               | |
|        | 《台北異想》八部曲之一                            | |
| 2009年 | 《生命紀念冊》（The Life Book）電視單元劇         | |
|        | 《聽說》（Hear Me）電影                           | 入圍2009年金馬獎 入圍台北電影獎劇情長片 演員陳妍希入圍2009年金馬獎最佳新人獎（角色：林小朋） 電影原聲帶入圍第21屆金曲獎流行音樂作品演奏類－最佳專輯獎、最佳專輯製作人獎 Yahoo!奇摩舉辦網友《「今年非看不可的國片？」票選》獲得最高票數 獲得第五屆日本大阪亞洲電影節唯一大獎「最受歡迎電影人氣大獎」 |
|        | 梁文音《哭過就好了》音樂錄影帶                    | |
| 2013年 | 《媽，親一下》（Kiss Me Mom）電視概念劇           | |
| 2016年 | 《超少年密碼》電視劇                              | |
| 2018年 | 《快把我哥帶走》電影                              | |
| 2020年 | 《做工的人》電視劇                                | 榮獲第56屆金鐘獎 迷你劇集獎 迷你劇集／電視電影導演獎(鄭芬芬) 迷你劇集／電視電影男主角獎(李銘順) 迷你劇集／電視電影男配角獎(薛仕凌) |
| 2021年 | 《二哥來了怎麼辦》電影                            | |
| 2023年 | 《做工的人 電影版》電影                           | |
| 2025年 | 《郵票與舒芙蕾》電視劇                            | |

## 廣告作品
| 年份   | 名稱 | 附註                             |
| 1994年 | 《金八八兒童食品》                                                                                           | 獲大陸廣告賞銀獎                 |
| 1995年 | 台中廣三Sogo百貨《雪人篇》、《鞭炮篇》、《滑雪篇》、《拜年篇》                                               |                                  |
| 1995年 | 衛生署《勿隨意丟棄流浪狗篇》                                                                                 |                                  |
| 1996年 | 道安委員會《喝酒不開車篇》                                                                                   |                                  |
| 1997年 | 台北市政府《居家安寧篇》                                                                                     |                                  |
| 1998年 | 新聞局形象廣告《豆豆看世界》系列《奶奶的眼淚篇》、《快樂的天竺鼠篇》、《有禮貌的車子篇》、《小阿姨不要走篇》 | 獲時報廣告金像獎公共服務類銅牌獎 |
| 1999年 | 來來百貨《母親節SP》                                                                                         |                                  |
| 2000年 | 全家便利商店商品特賣廣告《何處是我家篇》、《何處是我朋友家篇》                                               | 入圍金鐘獎電視廣告最佳商業廣告類 |

## 外部連結
- 鄭芬芬在互联网电影资料库（IMDb）上的資料（英文）
- 鄭芬芬在香港影庫上的簡介
- 鄭芬芬在豆瓣上的资料（简体中文）
- 鄭芬芬在时光网上的簡介（简体中文）